# تاسوعاء
تاسوعاء هو اليوم التاسع من شهر محرم ويوم قبل يوم عاشوراء في التقويم الهجري عند المسلمين.

## تاسوعاء عند الشيعة
يحظى يوم التاسع من مُحَرَّم بأهمية كبرى عند الشيعة، وذلك بسبب الحوادث التي وقعت في ثورة الحسين في شهر محرم من سنة 61 للهجرة على أرض كربلاء.
في هذه اليوم أحاط جيش الكوفة بمخيّم الحسين وأنصاره ومنع عنهم الماء، وسيطر علي جميع الطرق لكي لا يلتحق أحد بمعسكر الحسين، واتخذت تهديدات جيش عمر بن سعد طابعا أكثر جدية، وأصبحوا أكثر استعداد للهجوم علي الخيام.
في عصر يوم التاسع من مُحَرَّم وصل شمر إلى كربلاء على رأس خمسة آلاف شخص، مع كتاب من ابن زياد إلى عمر بن سعد يأمره فيها بمقاتله الحسين. وأتى شمر أيضا بكتاب أمان إلى العباس فوقف على أصحاب الحسين وصاح باولاد أم البنين.
ففي بداية الأمر ما استجاب له العباس لانه كان يعرف صاحب الصوت ويعلم غايته. فقال الحسين «اجيبوه وان كان فاسقاً.»
فخرج العباس مع اخوته الثلاثة من الخيمة فعرض عليهم الشمر الأمان الذي كتبه ابن زياد والي الكوفة. وقال:«يا بني اختي انتم آمنون، لا تقتلوا أنفسكم مع الحسين.» فقال له العباس:«لعنك الله ولعن أمانك، تؤمننا وابن رسول الله لا أمان له، وتأمرنا ان ندخل في طاعة اللعناء واولاد اللعناء؟»
و حین تلقى ابن سعد أمراً من ابن زياد جعله يتأهّب لمقاتلة الحسين. فهجمت طائفة من جيش الكوفة على الخيام. فأرسل الحسين أخاه العباس مع ثلّة من الأنصار لاستطلاع هدف المهاجمين. ولما علم أنهم قادمون لمحاربته أو لأخذ البيعة منه، استمهلهم تلك الليلة للعبادة والصلاة، وأوكلوا أمر الحرب إلى اليوم التالي.
یقول الإمام الجعفر الصادق: «تاسوعاء يوم حوصر فيه الحسين وأصحابه بكربلاء واجتمع عليه خيل أهل الشام وأناخوا عليه وفرح ابن مرجانه وعمر بن سعد بتوافر الخيل وكثرتها واستضعفوا فيه الحسين وأصحابه وأيقنوا انه لا يأتي الحسين ناصر ولا يمده أهل العراق.»
و لهذا يحيون الشيعة ذكرى يوم تاسوعاء في كلّ عام ويعظّمونه بطقوس ومراسم مختلفة.

## صيامه عن المسلمين
عند أهل السنة:
- قال الشافعي وأصحابه وأحمد وإسحاق وآخرون: «يُستحب صوم التاسع والعاشر جميعاً؛ لأن النبي صلّ الله عليه وسلم صام العاشر، ونوى صيام التاسع.»
- روى عبد الله بن عباس رضي الله عنه أنّ حينما صام رسول الله صلّى الله عليه وسلم يوم عاشوراء وأمر بصيامه قالوا: «يا رسول الله، إنه يوم تعظمه اليهود والنصارى»، فقال رسول الله صلّى الله عليه وسلم: «فإذا كان العام المُقبل إن شاء الله صُمنا اليوم التاسع.» فلم يأتِ العام المُقبل حتى توفي رسول الله صلّى الله عليه وسلم. رواه مسلم
- صيام عاشوراء على مراتب: أدناها أن يُصام وحده، وفوقه أن يُصام التاسع معه، وكُلّما كثر الصيام في محرم كان أفضل وأطيب.[5]

عند الشيعة:
- الرأي المشهور لفقهاء الشيعة ومنهم السيد علي السيستاني هو أن یجوز صيام الأيام التسعة الأولى من شهر محرم ولکن صوم يوم عاشوراء يكره ومجرد الإمساك فيه حزناً إلى ما بعد صلاة العصر ثم الالإطار بشربة من الماء هو الأولى.[6]
- يقول السيد إسماعيل المرعشي وهو رجل دين شيعي:«يحرم صيام يوم عاشوراء وتاسوعاء فرحاً وسروراً وتبركاً، لأن صيامهما كذلك سنّة بني اُمية. نعم، يستحب الإمساك فيهما عن الطعام والشراب حزناً وتأسياً بالحسين (عليه السلام)وأهل بيته وأصحابه.»[7]

## الحكمة من صيامه

### عند أهل السنة والجماعة
- قال النووي رحمه الله: «ذَكَرَ الْعُلَمَاءُ مِنْ أَصْحَابِنَا وَغَيْرِهِمْ فِي حِكْمَةِ اسْتِحْبَابِ صَوْمِ تَاسُوعَاءَ أَوْجُهًا:

1. أَنَّ الْمُرَادَ مِنْهُ مُخَالَفَةُ الْيَهُودِ فِي اقْتِصَارِهِمْ عَلَى الْعَاشِرِ, وَهُوَ مَرْوِيٌّ عَنْ ابْنِ عَبَّاسٍ.
2. أَنَّ الْمُرَادَ بِهِ وَصْلُ يَوْمِ عَاشُورَاءَ بِصَوْمٍ, كَمَا نَهَى أَنْ يُصَامَ يَوْمُ الْجُمُعَةِ وَحْدَهُ.
3. الاحْتِيَاطُ فِي صَوْمِ الْعَاشِرِ خَشْيَةَ نَقْصِ الْهِلالِ, وَوُقُوعِ غَلَطٍ فَيَكُونُ التَّاسِعُ فِي الْعَدَدِ هُوَ الْعَاشِرُ فِي نَفْسِ الأَمْرِ.» [8]

### عند الشيعة
- يقول السيد المرعشي انّ قتل الحسين وأهل بيته وشيعته على يد الأمويين دفعت بني أمية إلى الاحتفال بيوم العاشر، ومن هنا وضعوا أحاديث مكذوبة زعموا أنها للنبي صلّى الله عليه وآله وسلم بأن يصوموا يوم العاشر من المحرم فرحا وسرورا.و لهذا يحرم صيام يوم عاشوراء وتاسوعاء فرحاً وسروراً، وصيامهما کان من سنن بني اُمية.[7]

## معرض صور

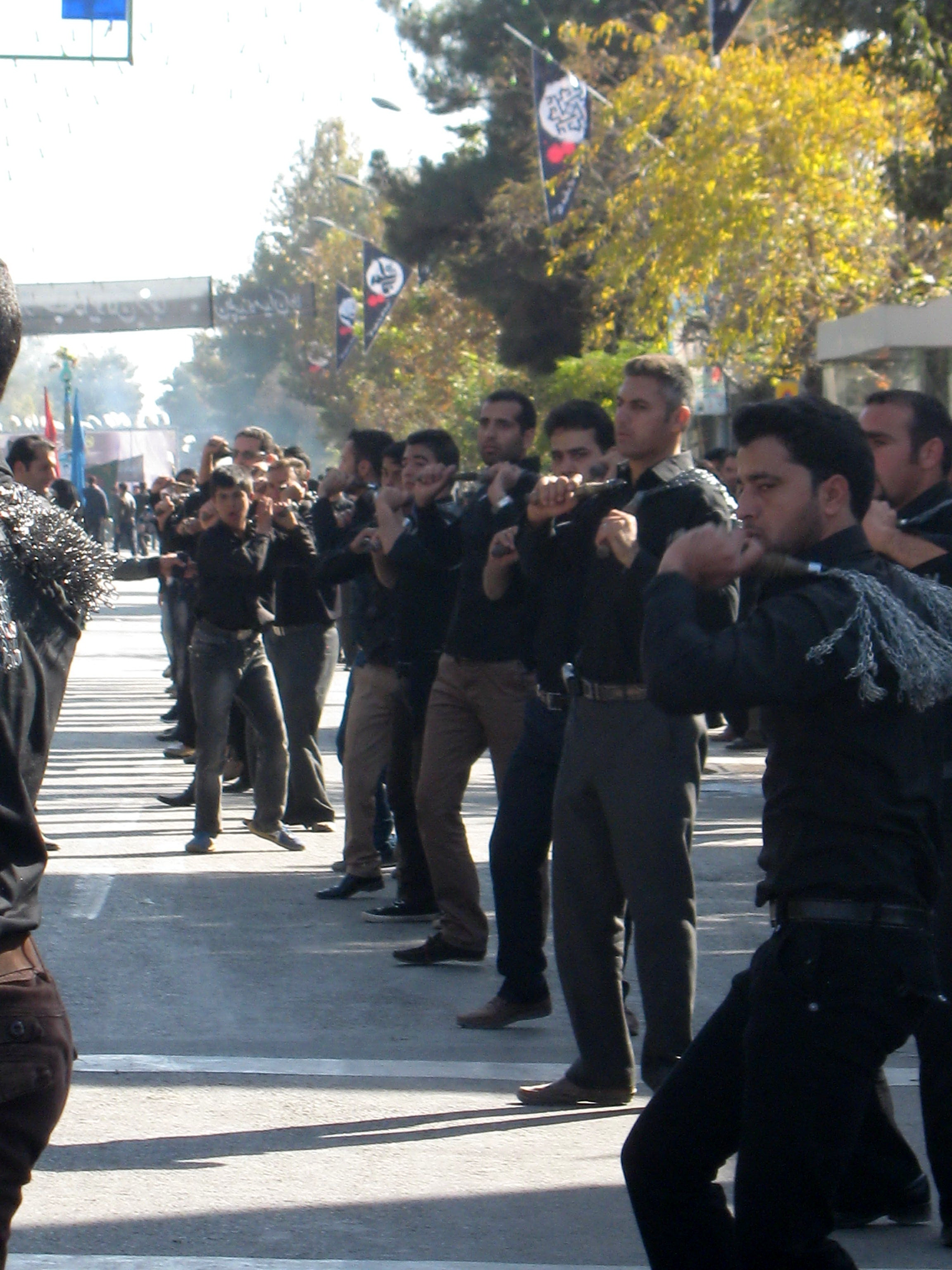
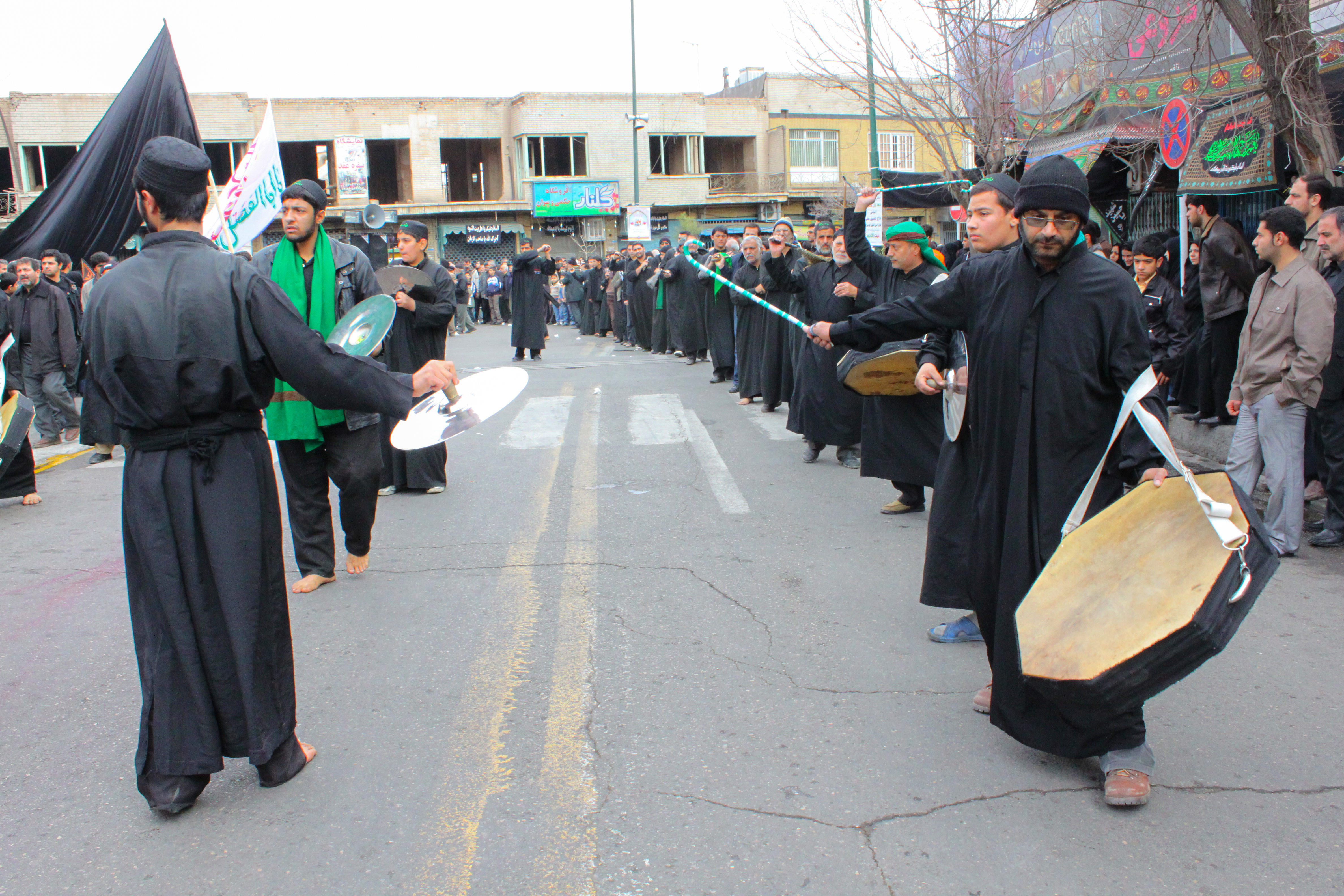
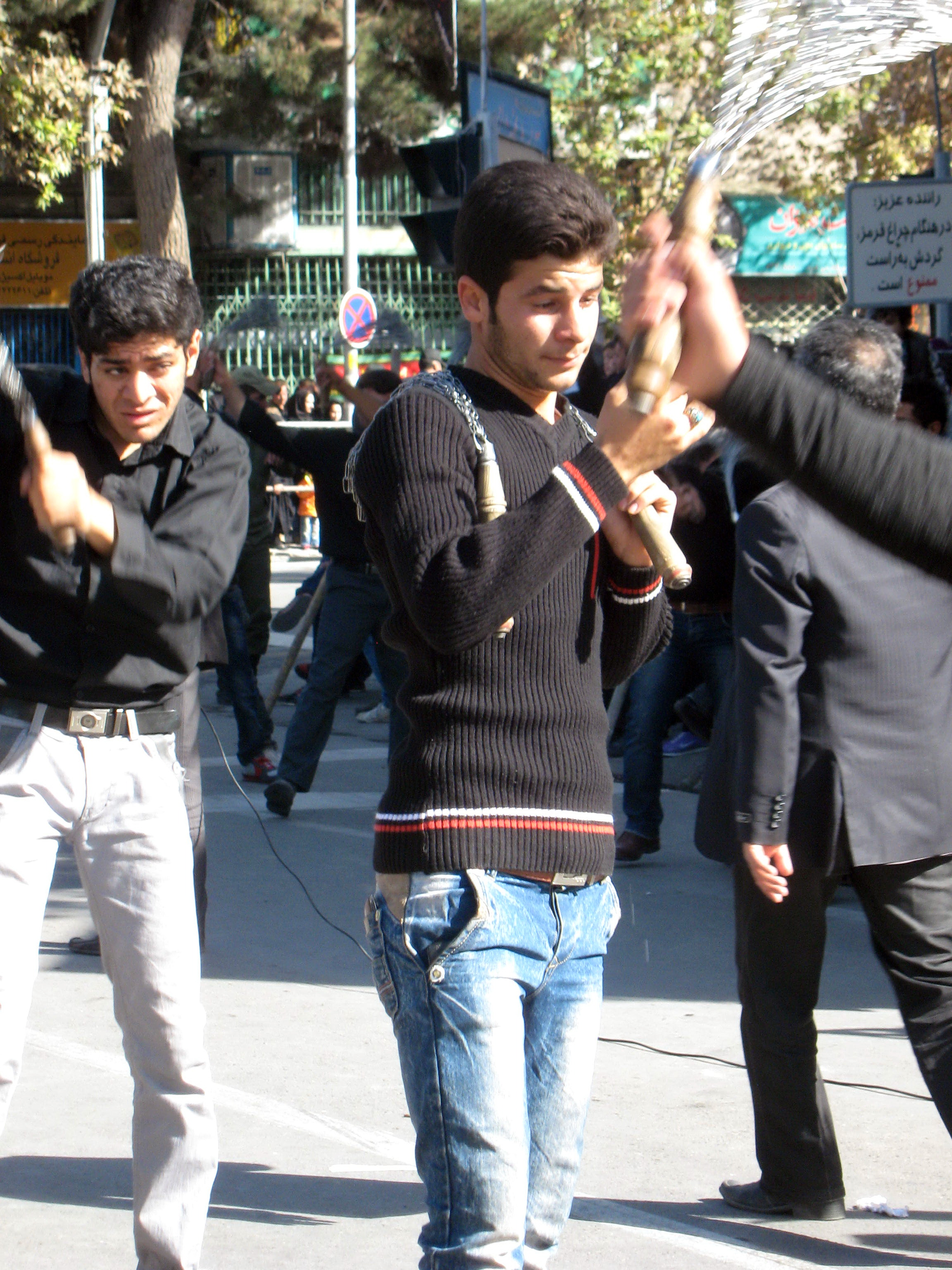

- 1=تاسوعاء هو اليوم التاسع من شهر محرم ويوم قبل يوم عاشوراء في التقويم الهجري عند المسلمين.

## وصلات خارجية
- شبكة النور - تاسوعاء فضائل وأحكام.